# Edelgard Schwinning
Edelgard Waltraut Schwinning (* 2. Oktober 1930 in Rastenburg; † 30. Juni 2016) war eine deutsche Sportpädagogin und Hochschullehrerin.

## Leben

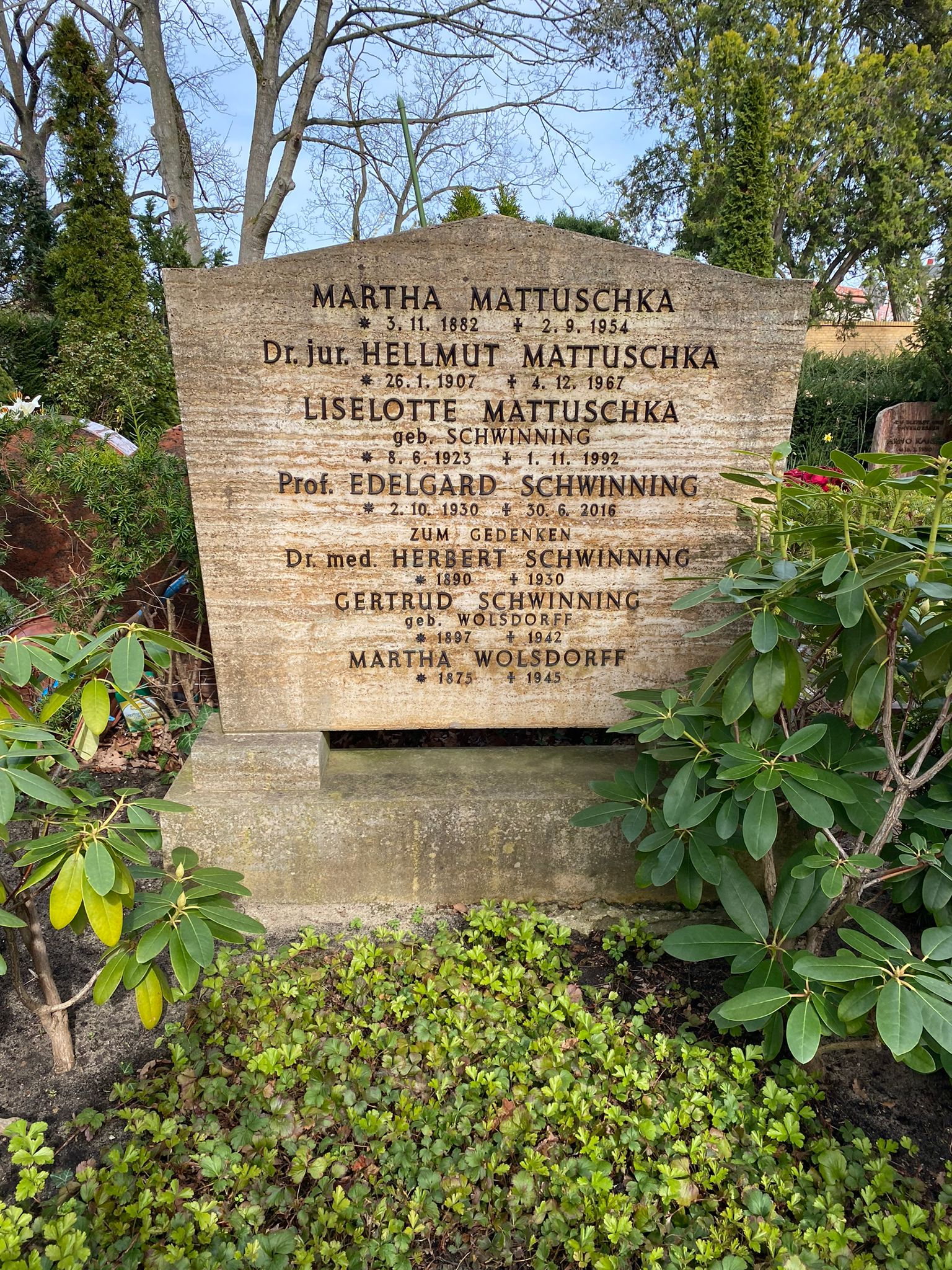
Grabstätte auf dem Friedhof Grunewald

Schwinning schloss 1949 ihre Schulbildung mit dem Abitur ab. Hernach studierte sie in Berlin Leibeserziehung, Deutsch, Geschichte und Theaterwissenschaft. Schwinning war in derselben Stadt fünf Jahre im Schuldienst tätig und wechselte 1961 in den Hochschuldienst, als sie Dozentin an der Pädagogischen Hochschule Hannover wurde. Sie war dort im Bereich Leibeserziehung mit der Ausbildung von Sportlehrkräften betraut. 1979 trat Schwinning am Fachbereich Erziehungswissenschaften der Universität Hannover eine Stelle als Professorin an. Diese hatte sie bis zu ihrer Entpflichtung im Jahr 1993 inne. Schwinning beschäftigte sich in ihrer wissenschaftlichen Arbeit insbesondere mit den Gebieten Sportdidaktik, Geschichte des Sportunterrichts, Bewegungslehre und Sport mit Sehbehinderten.
Schwinning war zeitweise stellvertretende Senatorin der Universität Hannover. Im Deutschen Sportlehrerverband war sie mehr als zehn Jahre im Ressort Schulsport tätig und in zwei Jahrzehnten stellvertretende Vorsitzende des Niedersächsischen Sportlehrerverbands.
Ihre letzte Ruhestätte fand Edelgard Schwinning auf dem Berliner Friedhof Grunewald (Grablage Abt. II-1-47).